# ツール・ド・フランス1952
ツール・ド・フランス1952は、ツール・ド・フランスとしては39回目の大会。1952年6月25日から7月19日まで、全23ステージで行われた。

## 総合成績
| 順位 | 選手名                 | 国籍     | 時間            |
| ---- | ---------------------- | -------- | --------------- |
| 1    | ファウスト・コッピ     | イタリア | 151時間57分20秒 |
| 2    | スタン・オッカー       | ベルギー | +28分17秒       |
| 3    | ベルナルド・ルイス     | スペイン | +34分38秒       |
| 4    | ジーノ・バルタリ       | イタリア | +35分25秒       |
| 5    | ジャン・ロビック       | フランス | +35分36秒       |
| 6    | フィオレンツォ・マーニ | イタリア | +38分25秒       |
| 7    | アレックス・クローズ   | ベルギー | +38分32秒       |
| 8    | ジャン・ドット         | フランス | +48分01秒       |
| 9    | アンドレア・カッレア   | イタリア | +50分20秒       |
| 10   | アントニオ・ゲラベルト | スペイン | +58分16秒       |

### マイヨ・ジョーヌ保持者
| 選手名                       | 国籍     | 首位区間     |
| ---------------------------- | -------- | ------------ |
| リック・バンステーンベルヘン | ベルギー | 第1-第2      |
| ネロ・ロルディ               | フランス | 第3-第5、第7 |
| フィオレンツォ・マーニ       | イタリア | 第6、第8     |
| アンドレア・カッレア         | イタリア | 第9          |
| ファウスト・コッピ           | フランス | 第10-最終    |

### 各部門賞結果
| 第39回 ツール・ド・フランス 1952 |                                    |
| 全行程                           | 23区間、4898km                     |
| 総合優勝                         | ファウスト・コッピ 151時間57分20秒 |
| 2位                              | スタン・オッカー +28分17秒         |
| 3位                              | ベルナルド・ルイス +34分38秒       |
| 4位                              | ジーノ・バルタリ +35分25秒         |
| 5位                              | ジャン・ロビック +35分36秒         |
| 山岳賞                           | ファウスト・コッピ 92ポイント      |
| 2位                              | アントニオ・ゲラベルト 69ポイント  |
| 3位                              | ジャン・ロビック 60ポイント        |